# Neferka
Neferka o Neferkare fou un faraó de la dinastia III de l'antic Egipte. Seria el Neferka de la llista d'Abidos (no consta en les altres llistes) i el Sephuris de Manethó. Aquest li dona un regnat de 30 anys. Swelim pensa que, com que el seu predecessor va tenir un regnat breu, reparteix els 6 anys entre ambdós.
Swelim li atribueix la capa de piràmide de Zawiet al-Arian on s'han trobat una dotzena de peces de fusta i vori que es poden llegir com a Neferka, Nebka, Aka, Baka, Bika, Shenaka i Sethka. No obstant això, una inscripció en què es pot llegir clarament Neferka no porta el cartutx reial. Per una inscripció trobada per Barsanti al nord de la piràmide inacabada de Zawiet al-Arian, Swelim pensa que el seu nom Horus fou Neb Hedjet Newbiti (un altre nom que hi apareix és Nebtawi). Altres autors pensen que és el nom Horus d'Huni o d'algun altre. Swelim li atribueix aquesta construcció perquè el sistema constructiu va continuar (millorat) en la quarta dinastia i, per tant, el situa al final de la III i no, com es pensava fins fa poc de temps, al començament de la quarta.